# 角鳄属
角鳄屬（Ceratosuchus），是一种已灭绝的美洲鳄，它们生活于古新世最晚期到始新世最早期的美国怀俄明州。在大角盆地（bighorn basin）中還發現異颌鱷（Allognathosuchus）等。